# 安徽科技学院
安徽科技学院是一所位于中国安徽省的省属全日制普通本科高等学校，在滁州市凤阳,南谯区及蚌埠市龙子湖区均设有校区。
安徽科技学院（Anhui Science and Technology University），简称“安科”，是安徽省人民政府举办、教育部批准的全日制普通高等本科院校、应用技术大学（学院）联盟、长三角高水平行业特色大学联盟成员高校、服务国家特殊需求硕士专业学位人才培养项目试点单位、全国重点建设职教师资培养培训基地，入选教育部“卓越工程师教育培养计划”“卓越农林人才教育培养计划”“新工科研究与实践项目”、安徽省高等教育振兴计划、安徽省首批“地方应用型高水平大学”建设高校、安徽省第二批“三全育人”综合改革试点高校、全国应用科技大学改革战略研究试点单位 、全国高校实践育人创新创业基地项目实施高校、国家教育现代化推进工程项目建设高校、长三角高等院校（建筑设计类）联盟成员。
截至2025年1月，学校有凤阳老校区、蚌埠龙湖、滁州未来科学城校区3个校区，占地2600余亩；有14个二级学院，11个硕士学位授权点，50个本科招生专业；有教职工近1400人，在校全日制本科生、硕士研究生共计约2.1万人。

## 学校发展
学校创办于1950年，1965年开始举办本科教育，历经安徽农学院凤阳分院、皖北农学院、安徽技术师范学院等阶段，于2005年经教育部批准更名为安徽科技学院.